# Michitaka Akimoto
Michitaka Akimoto (jap. 秋本 倫孝 Akimoto Michitaka; ur. 24 września 1982) – japoński piłkarz występujący na pozycji obrońcy.

## Kariera klubowa
Od 2005 do 2014 roku występował w klubach Ventforet Kofu, Kyoto Sanga FC i Kataller Toyama.